# Hail the Sun
Hail the Sun é uma banda americana de post-hardcore de Chico, Califórnia . Formada em 2009, a banda atualmente é composta pelo vocalista e baterista Donovan Melero, o guitarrista Shane Gann, o guitarrista Aric Garcia e o baixista John Stirrat. Eles são conhecidos por seu estilo eclético de rock progressivo e math rock, juntamente com elementos tradicionais de screamo e post-hardcore . Eles lançaram seu primeiro álbum, POW! Right In the Kisser! (2010), e um EP, Elephantitis (2012), de forma independente antes de assinar com a Blue Swan Records no ano seguinte. O grupo lançou seu segundo álbum, Wake, em 2014. Em 2016, a banda deixou a gravadora, assinando com a Equal Vision Records e lançou seu terceiro álbum, Culture Scars, em 17 de junho de 2016, que ficou em #38 na Billboard de Top Álbuns de Rock.
Em 2017, a banda lançou seu segundo EP, Secret Wars, que foi aclamado pela crítica e ficou conhecido na época como o som mais post-hardcore e técnico do grupo. Eles lançaram seu quarto álbum de estúdio, Mental Knife, em 28 de setembro de 2018.
Hail the Sun fez turnê com Dance Gavin Dance, I the Mighty, Circa Survive e Silverstein, dentre outros. Eles também se apresentaram em vários festivais de música, como Chain Fest no Chain Reaction, South By So What? !, Horns Up Festival e Swanfest.

## História

### 2009–13: Formação,POW!Right In the Kisser, andElephantitis
Originário de Chico, Califórnia, os membros Donovan Melero, Shane Gann, Aric Garcia e John Stirrat formaram Hail the Sun em 2009 enquanto estavam na faculdade. Eles escreveram e gravaram seu primeiro álbum completo, POW!Right In the Kisser!, ao longo de três meses, que foi lançado em 21 de maio de 2010.
A banda lançou o álbum EP, Elephantitis, em 3 de julho de 2012. O processo criativo foi fortemente influenciado por outros grupos musicais post-hardcore, como Fall of Troy e Hot Cross, e foi apelidado de "uma espécie de mudança de paradigma na forma como o pós-hardcore pode ser tocado, combinando um estilo de rock progressivo de tocar guitarra e bateria ao ar livre com uma enorme diminuição no riffs, assinaturas de tempo convencionais e estruturas de música simplistas resultaram em um som espástico e tecnicamente experiente que se encaixava perfeitamente com o clima de alta energia e o sentimento pelo qual o pós-hardcore era conhecido."

### 2014–17:Wake,Culture Scars, andSecret WarsEP
Após três anos de extensa turnê, o grupo se conheceu com a banda de post-hardcore Dance Gavin Dance, de Sacramento, Califórnia, eventualmente assinando com a gravadora independente de Will Swan, Blue Swan Records . Hail the Sun lançou seu segundo álbum, Wake, em 23 de setembro de 2014 através da gravadora, com aclamação da crítica. Ao longo de 2014 e 2015, Hail the Sun excursionou amplamente nas respectivas turnês de I the Mighty, Too Close to Touch, Dance Gavin Dance, A Lot Like Birds, The Ongoing Concept, Stolas, Polyphia, Our Last Night, Palisades, entre vários outros. Em 3 de dezembro de 2015, foi revelado que o grupo havia se separado da Blue Swan Records e assinado com a gravadora Equal Vision Records, lançando uma nova versão demo da música, "Paranoia". Em 25 de março de 2016, a banda lançou a versão oficial do single, "Paranoia". Em 27 de abril, foi anunciado que Hail the Sun estava programada para lançar seu terceiro álbum, Culture Scars, em 17 de junho de 2016. A banda estava em turnê na Vans Warped Tour em 2016.
Falando sobre o terceiro álbum da banda, Culture Scars, o guitarrista Shane Gann disse: "Culture Scars é um termo que criamos para se referir a essas cicatrizes, tanto físicas quanto emocionais, que surgem devido a certas coisas que a sociedade considera normais e aceitáveis. Normalmente, não pensamos muito na quantidade de dor que pode ser causada por uma política corrupta, em uma família com uma 'criança problemática' ou nos bastidores de uma filmagem de entretenimento adulto. Esses temas são tão comuns no mundo e, no entanto, muitas vezes há tanto trauma e mágoa que são causados por todos esses cenários. Queríamos ajudar a elucidar sobre o lado mais sombrio do que consideramos normalidade."
Em 8 de novembro de 2017, Hail the Sun lançou o single "1109" e anunciou seu extended play (EP), Secret Wars, que foi lançado em 10 de novembro de 2017.

### 2018:Mental Knife
Em 2 de janeiro de 2018, Hail the Sun publicou um comunicado confirmando que eles estavam gravando seu quarto álbum com o produtor Beau Burchell da banda americana de post-hardcore Saosin . A banda lançou duas novas músicas do álbum em 20 de junho de 2018, com o restante de 'Mental Knife' sendo lançada posteriormente em 28 de setembro de 2018.

### 2019-atualmente:New Age Filth
Em 4 de setembro de 2019, Hail the Sun postou um post anunciando seu novo single e um vídeo em sua página do Facebook. A banda anunciou mais tarde a reentrada no estúdio para gravar seu próximo álbum de estúdio New Age Filth. Em 16 de abril de 2021, seu quinto álbum de estúdio foi lançado.

## Música e influência
O estilo vocal de Donovan Melero tem sido frequentemente comparado ao do artista Anthony Green do Circa Survive e ao estilo vocal de Saosin . Hail the Sun foi rotulado como uma banda post-hardcore usando elementos de screamo, rock progressivo e math rock em sua música.

## Membros
Membros atuais
- Donovan Melero - vocais (2009–presente), bateria, percussão (2009-2021)
- Shane Gann - guitarra, backing vocals (2009–presente)
- Aric Garcia - guitarra (2009–presente)
- John Stirrat - baixo (2009-presente)

## Discografia
Álbuns de estúdio
- POW! Right In the Kisser! (2010)
- Wake (Blue Swan Records, 2014)
- Culture Scars (Equal Vision, 2016)
- Mental Knife (Equal Vision, 2018)
- New Age Filth (Equal Vision, 2021)

EPs
- Elephantitis (2012)
- Secret Wars ( Equal Vision, 2017)